# Samsung Galaxy M53 5G
Samsung Galaxy M53 5G — смартфон середнього рівня, розроблений компанією Samsung Electronics. Був представлений 7 квітня 2021 року.

## Дизайн
Екранзахищенний склом Corning Gorilla Glass 5. Задня панель виконана з матового пластику, а бокова частина — глянцевого.
За дизайном смартфон схожий на Samsung Galaxy M33 5G.
Знизу розміщенні роз'єм USB-C, динамік та мікрофон. Зверху розташований другий мікрофон. З лівого боку розміщений гібридний слот під 2 SIM-картки або під 1 SIM-картку і карту пам'яті формату microSD до 1 ТБ. З правого боку розміщені кнопки регулювання гучності та кнопка блокування смартфона, в яку вбудований сканер відбитків пальців.
Смартфон продається в 3 кольорах: синьому, зеленому та коричневому.

## Технічні характеристики

### Платформа
Смартфон отримав процесор MediaTek Dimensity 900 та графічний процесор Mali-G68 MC4.

### Батарея
Батарея отримала об'єм 5000 мА·год та підтримку швидкої зарядки потужністю 25 Вт.

### Камера
Смартфон отримав основну квадрокамеру 108 Мп, f/1.79 (ширококутний) з фазовим автофокусом + 8 Мп, f/2.2 (ультраширококутний) + 2 Мп, f/2.4 (макро) + 2 Мп, f/2.4 (сенсор глибини). Фронтальна камераотримала роздільність 32 Мп, діафрагму f/2.2 (ширококутний). Основна та фронтальна камери вміють записувати відео із роздільною здатністю 4K@30fps.

### Екран
Екран Infity-O (круглий виріз) з вирізом по середині, Super AMOLED Plus, 6.7", FullHD+ (2400 × 1080) зі щільністю пікселів 394 ppi, співвідношенням сторін 20:9 та частотою оновлення дисплея 120 Гц.

### Пам'ять
Смартфон продається в комплектаціях 6/128, 8/128 та 8/256 ГБ. В Україні була доступна тільки версія 6/128 ГБ.

### Програмне забезпечення
Смартфон був випущений на One UI 4.1 на базі Android 12. Був оновлений до One UI 6.1 на базі Android 14.